# Одиничний вектор

Радіус-вектор визначає положення точки відносно початку координат O. В декартовій системі координат, де — одиничні вектори.

Одини́чний ве́ктор (орт, одиничний вектор нормованого векторного простору) — вектор одиничної довжини; вектор,  норма (довжина) якого дорівнює одиниці обраного масштабу.
Одиничний вектор {\displaystyle \mathbf {\hat {v}} }, колінеарний з заданими {\displaystyle \mathbf {v} }, (нормований вектор) визначається за формулою
{\displaystyle \mathbf {\hat {v}} ={\frac {\mathbf {v} }{|\mathbf {v} |}}},
де |v| — норма (або довжина) v. Термін нормований вектор інколи використовується, як синонім одиничного вектору.
Як базисні найчастіше обираються саме одиничні вектори, оскільки це спрощує обчислення. Кожен вектор у просторі можна записати як лінійну комбінацію базисних векторів.
За визначенням, у евклідовому просторі скалярний добуток двох одиничних векторів є скалярним значенням, яке дорівнює косинусу меншого утвореного ними кута. У тривимірному евклідовому просторі векторний добуток двох довільних одиничних векторів — це третій вектор, ортогональний до обох з них, який має довжину, яка дорівнює синусу меншого утвореного ними кута.

## Ортогональні системи координат

### Декартова система координат
Одиничні вектори можна використати для представлення осей декартової системи координат. Наприклад, одиничні вектори у напрямку осей x, y та z у тривимірному випадку будуть
{\displaystyle \mathbf {\hat {i}} ={\begin{bmatrix}1\\0\\0\end{bmatrix}},\,\,\mathbf {\hat {j}} ={\begin{bmatrix}0\\1\\0\end{bmatrix}},\,\,\mathbf {\hat {k}} ={\begin{bmatrix}0\\0\\1\end{bmatrix}}}